# Voorzienigheidskerk (Heidelberg)
De Voorzienigheidskerk (Duits: Providenzkirche) is een protestants kerkgebouw aan de Hauptstraße in de binnenstad van Heidelberg, Baden-Württemberg. Tot de kerkenfusie van 1821 was het de kerk voor de lutherse gemeente, terwijl de hervormde gemeente in de Heilige Geestkerk bijeen kwam.

## Geschiedenis
De kerk werd voor de kleine lutherse gemeente van de stad tussen 1659 en 1661 naar bouwplannen van Theodor Reber gebouwd. Heidelberg hing overwegend de calvinistische leer aan, maar in 1821 verenigden de lutheranen en de hervormden zich tot één kerkgenootschap.
De keurvorst gaf de kerk de naam Dominus providebit (vertaling: God zal zorgen; naar Abrahams woorden op de vraag van Izaäk: Deus providebit sibi victimam holocausti, fili mi, God zal zelf in een offerdier voorzien, mijn zoon).
Bij de grote stadsbrand in 1693 tijdens de Paltse Successieoorlog werd de kerk verwoest. De wederopbouw vond onder leiding van Johann Jakob Rischer in de jaren 1715-1721 plaats.
In de jaren 1878-1885 werd het gehele interieur door Hermann Behaghel in de stijl van de neorenaissance verbouwd.

## Architectuur

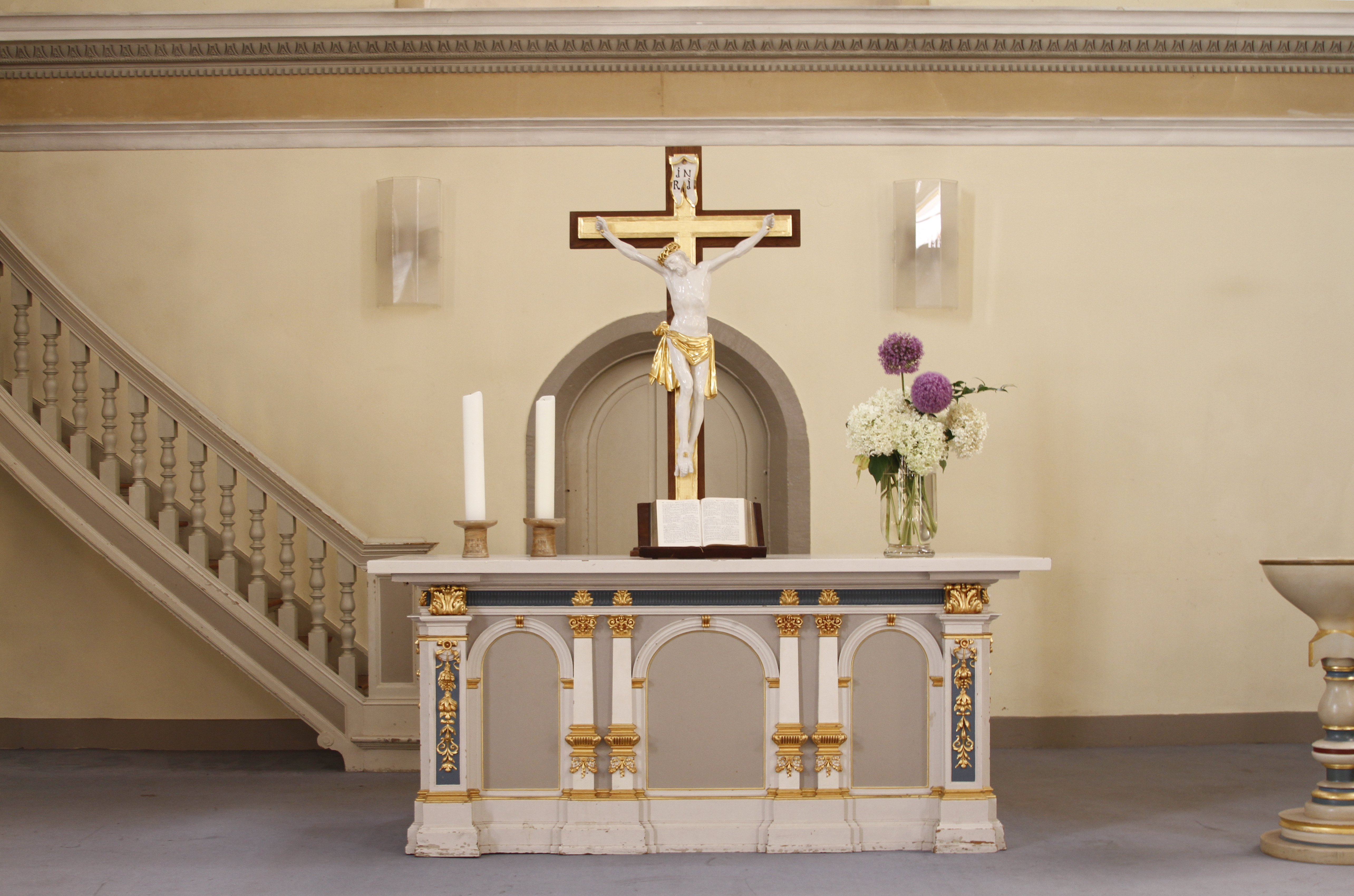
Altaar

Het kerkgebouw betreft een eenschepige zaalkerk met dakruiter. Aanvankelijk had de kerk geen toren, deze werd pas in 1717 na de verwoestingen van 1693 toegevoegd.
Het interieur van de kerk wordt door een galerij op drie kanten omgeven. Nadat de orgelgalerij in 1852 werd afgebroken en het barokke orgel naar de noordelijke galerij werd verplaatst, ontstond op de oude plaats in het koor een nieuw raam met een zegenende Christus in de stijl van de Nazareners. Behaghel liet de oude galerijen slopen en symmetrisch naar de as van de kerk nieuwe galerijen op drie zijden bouwen. Het koor met het altaar en de preekstoel wordt door trappen en een balustrade van de kerk gescheiden. Het stucplafond dateert eveneens uit deze tijd. De beide zijramen uit 1886 in het koor tonen groothertog Karel Frederik (links) en keurvorst Otto Hendrik (rechts).

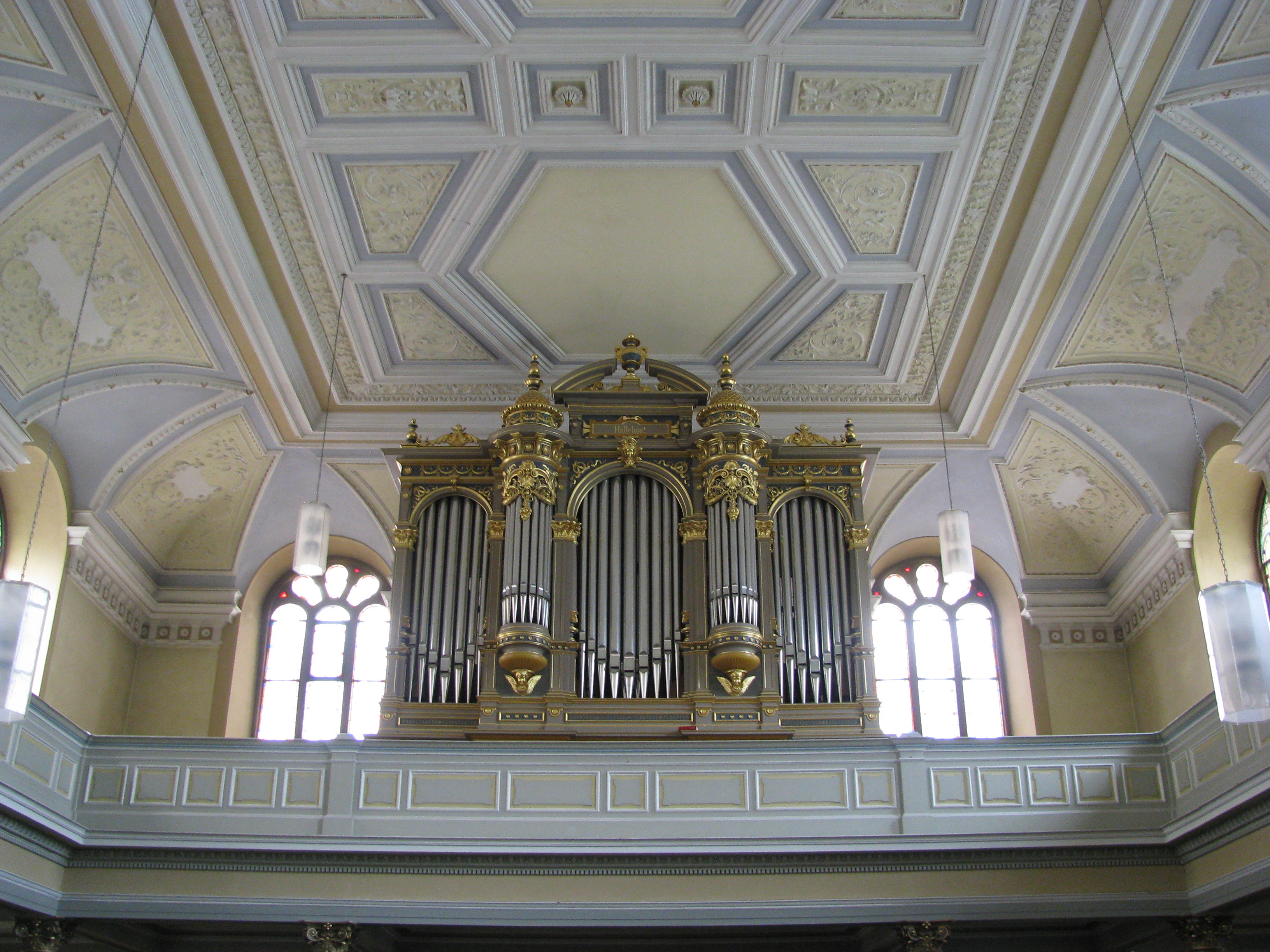
Orgel Voorzieningheidskerk Heidelberg

## Orgel
In de kerk bevindt zich ook het oudste orgel van Heidelberg. Het instrument uit 1885 stamt uit de werkplaats van de orgelbouwer Matthias Burkard.